# 阿爾戈馬 (密西西比州)
阿爾戈馬（英語：Algoma）是位於美國密西西比州龐托托克縣的城鎮。

## 人口
根據2020年美國人口普查的數據，阿爾戈馬的面積為17.15平方千米，當中陸地面積為17.08平方千米，而水域面積為0.07平方千米。當地共有人口705人，而人口密度為每平方千米41人。